# USSR Cup (mannenbasketbal)
De USSR Cup was een Nationale Beker van de Sovjet-Unie. Het was een regelmatig toernooi, slechts voor 5 jaar: van de late jaren 40 tot begin jaren 50. Deze wedstrijden werden gespeeld in eenzelfde systeem met een knock-outfase. Vervolgens was er jarenlang geen Sovjet-Cup. Er werden pogingen gedaan om het toernooi te doen herleven, drie keer - in de late jaren 60 en jaren 70, maar de regels veranderen voortdurend. Het laatste officiële toernooi eindigde in 1978. Latere toernooien werden voor het begin van het seizoen gehouden als een soort warming-up voor de competitie. De meest succesvolle "bekerclub" van het Sovjet-tijdperk, was zonder twijfel Dinamo Tbilisi die de prijs drie keer won en later hetzelfde succes behaalde onder de vlag van de Georgische SSR. De enige 4-voudige USSR Cup winnaar is ook de Georgiër - Levan Intskirveli. In 1949 - 1951 won hij de trofee als speler van Dinamo, en in 1969 als coach van hetzelfde team. In 1978 was het laatste toernooi.
In de jaren tachtig was er een toernooi buiten het seizoen dat soms de "USSR Cup" werd genoemd, maar het werd bijgewoond door teams uit lagere competities, dus het werd beschouwd als een toernooi voorafgaand aan het seizoen.
In 1991 viel de Sovjet-Unie uit elkaar en kreeg elk land zijn nieuwe eigen bekercompetitie.

## Winnaars van de Beker van de Sovjet-Unie
| Jaar | Plaats     | Winnaar           | Uitslag                      | Tegenstander   |
| ---- | ---------- | ----------------- | ---------------------------- | -------------- |
| 1949 | Tbilisi    | Dinamo Tbilisi    | 24 - 19                      | Dinamo Riga    |
| 1950 | Moskou     | Dinamo Tbilisi    | 49 - 36                      | Dinamo Moskou  |
| 1951 | Leningrad  | Georgische SSR    | 37 - 28                      | VVS MVO Moskou |
| 1952 | Koejbysjev | Dinamo Riga       | 53 - 44                      | VVS MVO Moskou |
| 1953 | Moskou     | Žalgiris Kaunas   | 55 - 41                      | Dinamo Tbilisi |
| 1969 | Tbilisi    | Dinamo Tbilisi    | 88 - 78                      | Stroitel Kiev  |
| 1972 | -¹         | CSKA Moskou       | 79 - 81 / 100 - 72 / 98 - 76 | Stroitel Kiev  |
| 1973 | Sotsji     | CSKA Moskou       | 152 - 145 (75-67 / 77-78)    | Dinamo Tbilisi |
| 1978 | Klaipėda   | Spartak Leningrad | groepsfase                   | Kalev Tallinn  |

- ¹ opmerking:  1ste wedstrijd in Kiev. 2de wedstrijd in Moskou. 3de wedstrijd in Moskou.

## Winnaars aller tijden
| Club              | Winnaars | Jaar             |
| ----------------- | -------- | ---------------- |
| Dinamo Tbilisi    | 3        | 1949, 1950, 1969 |
| CSKA Moskou       | 2        | 1972, 1973       |
| Georgische SSR    | 1        | 1951             |
| Dinamo Riga       | 1        | 1952             |
| Žalgiris Kaunas   | 1        | 1953             |
| Spartak Leningrad | 1        | 1978             |

## Bekerwinnaars van het voorseizoen
| Jaar | Plaats  | Winnaar           | Uitslag      | Tegenstander           |
| ---- | ------- | ----------------- | ------------ | ---------------------- |
| 1982 | Tallinn | CSKA Moskou       | groepsfase ¹ | SKA Kiev               |
| 1985 | Donetsk | CSKA Moskou       | groepsfase ² | Spartak Leningrad      |
| 1986 | Donetsk | Sjachtjor Donetsk |              | CSKA Moskou            |
| 1987 | Kiev    | Spartak Leningrad | 93 - 88      | Stroitel Kiev          |
| 1989 |         | SKA Alma-Ata      |              | Spartak Vorosjilovgrad |

- ¹ opmerking:  Groepsfase waarin vier teams tegen elkaar spelen. Winnaar CSKA Moskou scoorde 3 overwinningen in drie wedstrijden, SKA Kiev (2 overwinningen), Kalev Tallinn (1 overwinning) en SKA Minsk (0 overwinningen).
- ² opmerking:  Groepsfase waarin vier teams tegen elkaar spelen. Winnaar CSKA Moskou scoorde 3 overwinningen in drie wedstrijden, Spartak Leningrad (2 overwinningen), Stroitel Kiev (1 overwinning) en Žalgiris Kaunas (0 overwinningen).

## Winnaars aller tijden
| Club              | Winnaars | Jaar       |
| ----------------- | -------- | ---------- |
| CSKA Moskou       | 2        | 1982, 1985 |
| Sjachtjor Donetsk | 1        | 1986       |
| Spartak Leningrad | 1        | 1987       |
| SKA Alma-Ata      | 1        | 1989       |